# Trevi
Trevi es una localidad y comune italiana de la provincia de Perugia, región de Umbría, con 8.176 habitantes.

## Evolución demográfica
| Gráfica de evolución demográfica de Trevi entre 1861 y 2001 |
|                                                             |
| Fuente ISTAT - elaboración gráfica de Wikipedia             |